# Cassie Stuart
Cassie Stuart est une actrice anglaise.

## Filmographie

### Télévision
- 1983 : Play for Today (série télévisée) : Susan
- 1985 : Dramarama (série télévisée) : Dollbaby
- 1986 : Northanger Abbey (TV) : Isabella Thorpe
- 1986 : Les règles de l'art ("Lovejoy") (série télévisée) : Amanda Gimbert
- 1986 : Blackadder II (série télévisée) : Mollie
- 1987 : The Secret Garden (TV) : Martha
- 1988 : The Firm (TV) : Siobhan
- 1989 : Minder (série télévisée) : Veronica
- 1989 : Le tour du monde en 80 jours ("Around the World in 80 Days") (feuilleton TV) : Madelaine
- 1991 : Making Out (série télévisée)
- 1997 : Quasimodo Notre-Dame de Paris (The Hunchback) (TV) : Colette
- 1997 : The Bill (série télévisée) : Jan Duff
- 1992 : EastEnders (série télévisée) : Anne
- 1996 : "Cardiac Arrest" (1994) (série télévisée) : Staff Nurse Jayne Dugas
- 1998 : EastEnders: The Mitchells - Naked Truths  : Annie (documentaire sur EastEnders)

### Cinéma
- 1983 : Délit de fuite (Slayground) : Fran
- 1984 : Ordeal by Innocence : Maureen Clegg
- 1984 : L'étrangère (Secret Places) : Nina
- 1984 : Amadeus : Gertrude Schlumberg
- 1985 : Une nuit de réflexion (Insignificance) de Nicolas Roeg : Jeune actrice
- 1987 : Les poupées (Dolls) : Enid
- 1988 : Stealing Heaven : Petronilla
- 1988 : Hidden City : Sharon Newton
- 1991 : Double vue (Afraid of the Dark) : Woman Neighbor